# Cinna Catul
Cinna Catul (en llatí Catulus Cinna) va ser un filòsof estoic romà qua va viure al segle i. Va ser el mestre de l'emperador Marc Aureli.